# Coupe d'Arménie de football 1993
Navigation
Coupe d'Arménie 1992 Coupe d'Arménie 1994
La Coupe d'Arménie 1993 est la 2e édition de la Coupe d'Arménie depuis l'indépendance du pays. Elle prend place entre le 27 mars et le 26 mai 1993.
Trente-et-une équipes participent à la compétition, correspondant aux quinze clubs de la première division 1993, auxquels s'ajoutent seize équipes du deuxième échelon.
La compétition est remportée par l'Ararat Erevan qui s'impose contre le Shirak Gyumri à l'issue de la finale pour gagner sa première coupe nationale. Ce succès lui permet de réaliser le doublé Coupe-championnat.

## Seizièmes de finale
Les rencontres de ce tour sont disputées les 27 et 29 mars 1993. Le Banants Kotayk est directement qualifié pour le tour suivant en tant que tenant du titre.
| Date            | Locaux                   | Score    | Visiteurs                       |
| --------------- | ------------------------ | -------- | ------------------------------- |
| 27-29 mars 1993 | SKA Idjevan (D2)         | 0 - 1    | (D1) Impuls Dilidjan            |
| 27-29 mars 1993 | FC Artachat (en) (D2)    | 0 - 10   | (D1) Ararat Erevan              |
| 27-29 mars 1993 | Hachn FC (D2)            | 0 - 5    | (D1) Homenetmen Erevan          |
| 27-29 mars 1993 | Lori Vanadzor (D2)       | 1 - 2    | (D1) Shirak Gyumri              |
| 27-29 mars 1993 | RUOR Erevan (D2)         | 1 - 7    | (D1) Tsement Ararat             |
| 27-29 mars 1993 | Almast Erevan (D2)       | 1 - 3    | (D1) Kotayk Abovian             |
| 27-29 mars 1993 | Yeghvard FC (en) (D2)    | 0 - 1    | (D1) ASS-SKIF Erevan            |
| 27-29 mars 1993 | Avtogen Vanadzor (D2)    | 0 - 6    | (D1) Van Erevan (en)            |
| 27-29 mars 1993 | Luys-Ararat Erevan (D2)  | 2 - 4 ap | (D1) Zvartnots Etchmiadzin (en) |
| 27-29 mars 1993 | Karin Erevan (D2)        | 1 - 2 ap | (D1) Kasakh Ashtarak (en)       |
| 27-29 mars 1993 | SKIF-2 Erevan (D2)       | 1 - 2    | (D1) Yerazank Erevan (en)       |
| 27-29 mars 1993 | Tufagorts Artik (D2)     | 1 - 7    | (D1) Kanaz Erevan (en)          |
| 27-29 mars 1993 | Aragats Gyumri (en) (D2) | Forfait  | (D1) Nairi Erevan (en)          |
| 27-29 mars 1993 | Geghard Abovian (D2)     | Forfait  | (D1) Malatia-Kilikia Erevan     |
| 27-29 mars 1993 | Lernagorts Vardenis (D2) | Forfait  | (D2) Akhtamar Sevan (en)        |

## Huitièmes de finale
Les rencontres de ce tour sont disputées les 2 et 3 avril 1993.
| Date           | Locaux                          | Score                | Visiteurs                |
| -------------- | ------------------------------- | -------------------- | ------------------------ |
| 2-3 avril 1993 | Malatia-Kilikia Erevan (D1)     | 0 - 1                | (D1) Ararat Erevan       |
| 2-3 avril 1993 | Homenetmen Erevan (D1)          | 1 - 0                | (D1) Kanaz Erevan (en)   |
| 2-3 avril 1993 | Zvartnots Etchmiadzin (en) (D1) | 0 - 2                | (D1) Shirak Gyumri       |
| 2-3 avril 1993 | ASS-SKIF Erevan (D1)            | 3 - 0                | (D2) Akhtamar Sevan (en) |
| 2-3 avril 1993 | Kasakh Ashtarak (en) (D1)       | 1 - 5                | (D1) Van Erevan (en)     |
| 2-3 avril 1993 | Banants Erevan (D1)             | 8 - 1                | (D1) Impuls Dilidjan     |
| 2-3 avril 1993 | Yerazank Erevan (en) (D1)       | 1 - 1 ap (3 - 5 tab) | (D1) Kotayk Abovian      |
| 2-3 avril 1993 | Nairi Erevan (en) (D1)          | 1 - 3                | (D1) Tsement Ararat      |

## Quarts de finale
Les matchs aller sont disputés le 6 avril 1993, et les matchs retour le 21 avril suivant.
| Équipe 1               | Score  | Équipe 2             | Aller | Retour   |
| ---------------------- | ------ | -------------------- | ----- | -------- |
| Banants Kotayk (D1)    | 11 - 0 | (D1) Van Erevan (en) | 4 - 0 | 7 - 0    |
| ASS-SKIF Erevan (D1)   | 1 - 3  | (D1) Shirak Gyumri   | 0 - 0 | 1 - 3    |
| Ararat Erevan (D1)     | 7 - 2  | (D1) Kotayk Abovian  | 4 - 1 | 3 - 1    |
| Homenetmen Erevan (D1) | 12 - 0 | (D1) Tsement Ararat  | 1 - 0 | 1 - 2 ap |

## Demi-finales
Les matchs aller sont disputés le 30 avril 1993, et les matchs retour les 14 et 15 suivants.
| Équipe 1               | Score  | Équipe 2            | Aller | Retour |
| ---------------------- | ------ | ------------------- | ----- | ------ |
| Shirak Gyumri (D1)     | 3 - 2  | (D1) Banants Kotayk | 2 - 1 | 1 - 1  |
| Homenetmen Erevan (D1) | 3 - 3E | (D1) Ararat Erevan  | 2 - 2 | 1 - 1  |

## Finale
La finale de cette édition oppose l'Ararat Erevan au Shirak Gyumri, les deux équipes disputant leur première finale à cette occasion.
La rencontre est disputée le 25 mai 1993 au stade Hrazdan d'Erevan. Le Shirak ouvre dans un premier temps le score à la 27e minute par l'intermédiaire d'Hovhannes Tahmazyan (en), mais l'Ararat réagit rapidement sur un but d'Hamlet Mkhitaryan qui remet les deux équipes à égalité. Le match tourne finalement à l'avantage des Erevanais qui passent devant grâce à un doublé d'Armen Shahgeldian à la 77e puis la 83e minute et s'adjugent ainsi leur premier titre dans la compétition.
| Entraîneur :         |
| Armen Sarkisian (ru) |

| Entraîneur :          |
| Andranik Adamyan (en) |

| Entraîneur :         |
| Armen Sarkisian (ru) |

| Entraîneur :          |
| Andranik Adamyan (en) |